# Теден
Теде́н или Тединг (фр. Théding) — коммуна во французском департаменте Мозель региона Лотарингия. Относится к кантону Беран-ле-Форбаш.

## География

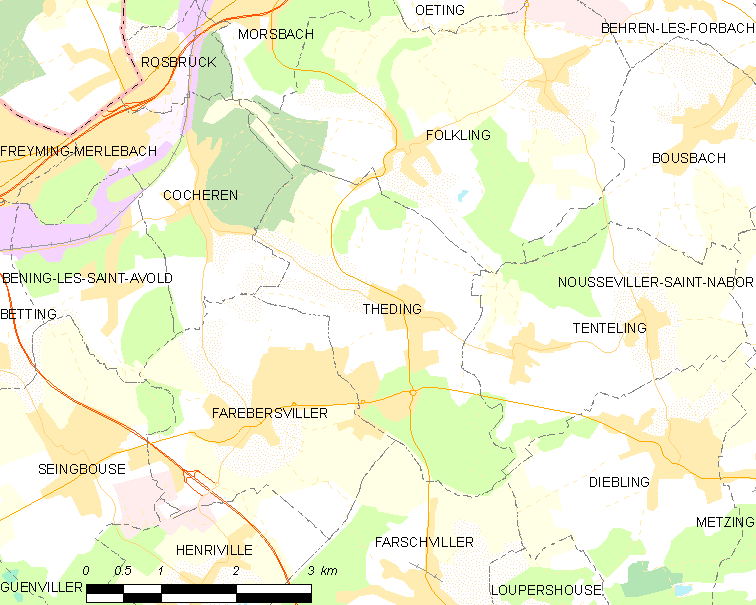
Карта окрестностей Тедена.

Теден расположен в 55 км к востоку от Меца. Соседние коммуны: Фольклен на севере, Бусбаш на северо-востоке, Тантелен на востоке, Дьеблен на юго-востоке, Фаршвиллер на юге, Фареберсвиллер на юго-западе, Бенен-ле-Сент-Авольд на западе, Кошран на северо-западе.

## История
- Коммуна бывшего герцогства Лотарингия.
- Коммуна была уничтожена во время Тридцатилетней войны 1618—1648 годов.

## Демография
По переписи 2008 года в коммуне проживало 2354 человека.

## Достопримечательности
- Остатки древнеримской усадьбы.
- Церковь святой Маргариты.